# Antonio López Nieto
Antonio Jesús López Nieto (* 25. Januar 1958 in Málaga) ist ein ehemaliger spanischer Fußballschiedsrichter. Internationale Bekanntheit erlangte er als Finalschiedsrichter in den UEFA-Pokal-Wettbewerben 1994/95, 1997/98 und 1999/2000 sowie durch das Bekanntmachen eines vermeintlichen Bestechungsversuchs von Vertretern von Dynamo Kiew 1995, der eine zeitweise Sperre des ukrainischen Klubs zur Folge hatte. Zudem kam er als Spielleiter bei der EM-Endrunde 1996 und beim WM-Turnier 2002 zum Einsatz. 

## Sportlicher Werdegang
López Nieto leitete ab 1988 Spiele in der Primera División. Wenig später stieg er auch zum Spielleiter auf internationaler Ebene auf, ab 1993 gehörte er zu den FIFA-Schiedsrichtern. Dabei leitete er in jenem Jahr erste Spiele in der UEFA Champions League und dem UEFA-Pokal, wo ihm im März im UEFA-Pokal 1993/94 die Leitung des Halbfinalspiels in einem italienischen Duell zwischen US Cagliari und Inter Mailand (3:2-Sieg) oblag. In der folgenden Saison leitete er im Endspiel erneut eine rein italienische Partie, im Hinspiel überwachte er einen 1:0-Erfolg des späteren Titelträgers AC Parma durch einen Treffer von Dino Baggio gegen Juventus Turin.
In der UEFA Champions League 1995/96 war López Nieto Schiedsrichter im Gruppenspiel zwischen Dynamo Kiew und Panathinaikos Athen. Hier machte er anschließend einen Bestechungsversuch publik, in dessen Folge zunächst eine zweijährige Sperre gegen den ukrainischen Klub ausgesprochen wurde. Diese wurde später wieder aufgehoben. Im folgenden Sommer pfiff er bei zwei Spielen der EURO 1996. Zunächst stand er beim 2:1-Erfolg des späteren Finalisten Tschechien gegen Italien in der Gruppenphase auf dem Platz, zudem schiedste er das letztlich im Elfmeterschießen zugunsten der „Èquipe tricolore“ entschiedene Duell zwischen Frankreich und Niederlande. Sein weiters hohes Niveau unterstreichen der Halbfinaleinsatz In der UEFA Champions League 1996/97 zwischen Ajax Amsterdam und Juventus Turin sowie sein Einsatz beim Tournoi de France, dem Testlauf zur Weltmeisterschaftsendrunde 1998. Beim WM-Turnier wurde sein Landsmann José María García-Aranda von der UEFA nominiert, der zudem das Eröffnungsspiel leiten durfte. Dafür erhielt er vor Turnierbeginn das ebenfalls in Frankreich ausgetragene Endspiel im UEFA-Pokal, im Pariser Parc des Princes gewann Inter Mailand in einem abermals rein italienischen Duell gegen Lazio Rom den Titel. 
Analog war die Aufteilung zwei Jahre später, während García-Aranda zur EM-Endrunde 2000 reiste, pfiff López Nieto im Kopenhagener Parken das UEFA-Pokal-Endspiel. Beim 0:0-Remis verwies er in der Verlängerung Gheorghe Hagi von Galatasaray Istanbul des Feldes, dennoch gewann der türkische Klub im Elfmeterschießen gegen den FC Arsenal den Titel. Zwei Jahre später kam er zu seiner zweiten Turnierteilnahme, bei der ersten in Asien ausgetragenen Weltmeisterschaft war einer von 14 Schiedsrichtern aus Europa. Das Gruppenspiel zwischen Deutschland und Kamerun blieb sein einziger Turniereinsatz. Dabei schrieb er jedoch Geschichte, als er neben zwei gelb-roten Karten 14 gelbe Karten verteilte und damit einen neuen WM-Rekord aufstellte. Dieser hielt allerdings nur vier Jahre bis zum Turnier 2006, der Russe Walentin Walentinowitsch Iwanow überbot die Werte beim Achtelfinalspiel zwischen Portugal und den Niederlanden.
2003 beendete López Nieto im Alter von 45 Jahren seine aktive Laufbahn.